# 알.이.씨 2
알.이.씨 2는 2009년 개봉한 스페인의 영화이다.

## 출연

### 주연
- 조나단 멜러
- 오스카 자프라
- 마누엘라 벨라스코

### 조연
- 아리엘 카사스
- 알레한드로 카사세카
- 파블로 로소
- 펩 몰리나
- 앤드리아 로스
- 알렉스 바틀로리
- 포 포크
- 줄리 페브리거스
- 페란 떼라사
- 끌라우디아 실바

## 기타
- 프로듀서: 알베르토 마리니
- 프로듀서: 마타 베르두고 패스터
- 조감독: 다니엘라 포른
- 조감독: 헥터 만테카
- 조감독: 헬레나 마타말라 로이그
- 조감독: 페런 리얼
- 조감독: 안나 루아
- 조감독: 모니카 산체즈
- 의상: 글로리아 비구엘라
- 분장부문: 데이빗 암빗
- 분장부문: 산티 기욘
- 분장부문: 후안 올모
- 분장부문: 임마 P. 소틸로
- 분장부문: 폴라 레퀘나
- 분장부문: 루시아 살라누에바
- 배역: 크리스티나 캠포스
- 프로덕션매니저: 테레사 게파엘
- 프로덕션매니저: 오리올 메이모
- 프로덕션매니저: 마타 산체즈